# Monserrat Prats
Montserrat Prats Olguín (Santiago, 6 de febrero de 1986) es una actriz de cine y televisión chilena. Fue la protagonista de ¿Dónde está Elisa?, una de las teleseries más exitosas de la historia de Televisión Nacional de Chile (TVN).

## Biografía
Creció en un ambiente vinculado a la televisión. Su padrastro fue Eduardo Ravani, reconocido comediante chileno. A los tres años hizo su primera intervención en televisión, en un spot institucional para TVN.
Estudió en el colegio Colegio Sagrados Corazones Monjas Francesas, en Providencia, y luego ingresó a la carrera de actuación en la Universidad Finis Terrae. Allí empezó su carrera actoral con la polémica serie Mi primera vez (2007) de TVN, y donde interpretaba a Cristina, una adolescente de 16 años que tiene relaciones sexuales con un trabajador de la fábrica de su padre.

## Carrera actoral
En 2008 hizo la serie Aída, la adaptación chilena de la serie española del mismo nombre. Allí Prats interpretó a Lorena, la hija de la protagonista (Mariana Loyola), una niña rebelde, atrevida y con muchos amigos.

### El fenómeno de ¿Dónde está Elisa?
En 2009 Montserrat obtuvo su papel más importante: interpretar a Elisa Domínguez en la teleserie nocturna de TVN ¿Dónde está Elisa?, un drama de suspenso que giraba en torno a la desaparición de una adolescente de clase alta (Prats) y el secreto de su relación con un hombre mayor, que también era su tío (interpretado por Francisco Reyes).La serie tuvo un alto nivel de audienciay, a pesar de su poca exposición en pantalla, le valió a Prats muchos seguidores y reconocimiento.

### Otras teleseries
Luego del éxito de ¿Dónde está Elisa?, Prats participó de Los Ángeles de Estela, también de TVN. Luego emigró al canal Chilevisión, donde grabó las teleseries: Vampiras (2011) y Gordis (2012), ambas producciones del programa juvenil Yingo, y también la miniserie 12 días.
En 2012 estrenó la película Bombal, donde interpretó a Beatriz, a la prima de la escritora María Luisa Bombal (Blanca Levin).

## Actualidad
A fines de los años 2010 dejó la actuación y se mudó a Puerto Varas con su familia, donde instaló una peluquería.

## Trayectoria

### Cine
- Bombal (2012) - Beatriz

### Telenovelas
| Teleseries | Teleseries            | Teleseries               | Teleseries  |
| Año        | Teleserie             | Rol                      | Canal       |
| ---------- | --------------------- | ------------------------ | ----------- |
| 2009       | ¿Dónde está Elisa?    | Elisa Domínguez          | TVN         |
| 2009       | Los ángeles de Estela | Sandra Vilches           | TVN         |
| 2011       | Vampiras              | Azucena "Pepper" Ramírez | Chilevisión |
| 2012       | Gordis                | Vannessa Malessi         | Chilevisión |

### Series y unitarios
| Series y unitarios | Series y unitarios | Series y unitarios | Series y unitarios |
| Año                | Series             | Rol                | Canal              |
| ------------------ | ------------------ | ------------------ | ------------------ |
| 2007               | Mi primera vez     | Cristina           | TVN                |
| 2008               | Aída               | Lorena             | TVN                |
| 2011               | 12 días            | Nicole             | Chilevisión        |

## Programas de televisión
- Pelotón (TVN, 2009) - Invitada
- Buenos días a todos (TVN, 2009) - Invitada
- Circo de estrellas (TVN, 2010) - Participante
- Mentiras Verdaderas (La Red, 2014) - Invitada